# ポサンッカ
ポサンッカ (Posankka) とは、フィンランドのトゥルクにある像のこと。アヒルとブタの合成種を表しており、アヒルの下半身とブタの頭からなるピンクの動物である。 
トゥルク大学のキャンパスとその学生村の近郊に位置する。
アルヴァ・グリクセンによって設計され、2001年に現在の位置に建立された。